# Ниферн-Эшельбронн
Ниферн-Эшельбронн (нем. Niefern-Öschelbronn) — община в Германии, в земле Баден-Вюртемберг. 
Подчиняется административному округу Карлсруэ. Входит в состав района Энц.  Население составляет 11 857 человек (на 31 декабря 2010 года). Занимает площадь 22,02 км².